# Bocsi Attila
Bocsi Attila (Miskolc, 1967  –) magyar autódizájner. 2001-től a francia Peugeot karosszéria-tervezője. 2011-ben komoly nemzetközi sikert aratott a Peugeot 508 RXH karosszéria-tervével.

## Tanulmányai
Felsőbb dizájntervezői tanulmányait Svájcban és az Egyesült Államokban végezte. 1994-1995 között az Art Center College of Design hallgatója volt (La Tour de Peilz, Svájc), ahol a Bachelor of Science in Transportation Design fokozatot szerezte meg. 1996-1997 között az Art Center College of Design-ban (Pasadena, USA) tanult.

## Munkássága
Szakmai gyakorlatát 1996-ban az Opelnél végezte. 1997-ben a BMW Designworks USA szabadúszó tervezője volt, majd 1998-2000 között a  Protoscar SA tervezője lett.
2001-től dolgozik a Peugeot PSA tervezőjeként, ahol nagy sikereket ért el és a cég egyik vezető tervezője lett. Részt vett a 107-es, az Expert tervezésében.
Különösen nagy sikert aratott 2011-ben a Peugeot 508 RXH karosszéria-tervével.

## Nemzetközi díjai
1994-ben az Art Center College of Design (La Tour de Peilz, Svájc) nemzetközi ösztöndíj pályázatán 43 országból 136 pályázó közül 1. helyezést ért el.